# العذمقي (السبرة)

تعديل مصدري - تعديل

العذمقي محلة تابعة لقرية الحود، التابعة لعزلة بلادالشعيبي السفلى بمديرية السبرة إحدى مديريات محافظة إب في الجمهورية اليمنية.، بلغ تعداد سكانها 235 حسب تعداد اليمن لعام 2004.